# Grande Prêmio Brasil de Atletismo 2019
Il Grande Prêmio Brasil de Atletismo 2019 è stato la 34ª edizione dell'annuale meeting di atletica leggera; le competizioni hanno avuto luogo al National Athletics Development Centre’s Stadium di Bragança Paulista, 28 aprile 2019. Il meeting è stato la tappa inaugurale del circuito IAAF World Challenge 2019.

## Risultati[1]

### Uomini
| Specialità          |                           | Prestazione | 2º classificato     | Prestazione | 3º classificato         | Prestazione |
| 200 m               | Bernardo Baloyes          | 20"08       | Gabriel Constantino | 20"21       | Aldemir Junior          | 20"38       |
| 800 m               | Alfred Kipteker           | 1'47"16     | Cornelius Tuwei     | 1'47"24     | Thiago Do Rosario Andre | 1'48"47     |
| 1500 m              | Michael Kibet             | 3'38"85     | Hicham Akankam      | 3'39"31     | Hicham Ouladha          | 3'39"73     |
| 110 m ostacoli      | Gabriel Constantino       | 13"24       | Jonathas Brito      | 13"44       | Eduardo De Deus         | 13"45       |
| 400 m ostacoli      | Alison dos Santos         | 48"84       | Alfredo Sepúlveda   | 49"63       | Quincy Downing          | 49"71       |
| Salto con l'asta    | Augusto Dutra de Oliveira | 5.75 m      | Germán Chiaraviglio | 5.60 m      | Audie Wyatt             | 5.60 m      |
| Salto in lungo      | Emiliano Lasa             | 8.21 m      | Alexsandro Melo     | 8.18 m      | Ifeanyi Otuonye         | 7.97 m      |
| Getto del peso      | Chukwuebuka Enekwechi     | 21.77 m     | Darlan Romani       | 21.69 m     | Curtis Jensen           | 20.40 m     |
| Lancio del martello | Nick Miller               | 73.81 m     | Bence Halasz        | 73.26 m     | Pavel Bareisha          | 72.82 m     |

### Donne
| Specialità       |                 | Prestazione | 2º classificato    | Prestazione | 3º classificato  | Prestazione |
| 400 m            | Margaret Barrie | 52"62       | Giovana Dos Santos | 53"38       | Titania Markland | 53"55       |
| 3000 m           | Daisy Jepkemei  | 8'52"16     | Norah Jeruto       | 8'53"38     | Beyenu Degefa    | 9'09"36     |
| 100 m ostacoli   | Andrea Vargas   | 12"78       | Evonne Britton     | 12"80       | Ebony Morris     | 13"01       |
| 400 m ostacoli   | Nikita Tracey   | 55"53       | Cassandre Tate     | 56"34       | Marlene Santos   | 56"79       |
| Getto del peso   | Jessica Ramsey  | 18.90 m     | Daniella Hill      | 17.84 m     | Cleopatra Borel  | 17.49 m     |
| Lancio del disco | Valarie Allman  | 65.39 m     | Andressa De Morais | 64.86 m     | Fernanda Martins | 61.62 m     |